# Economia marxista
L'economia marxista és l'escola de pensament econòmic inspirada en l'obra de Karl Marx i Friedrich Engels. La majoria dels conceptes fonamentals d'aquesta escola van ser desenvolupats per Marx en la seva obra principal Das Kapital, entre ells, força de treball, lumpenproletariat, proletariat i burgesia (en sentit de classe social), lluita de classes, plusvàlua, materialisme històric, explotació i la teoria del valor treball. Malgrat que l'escola marxista és considerada heterodoxa en economia, les ideees sorgides dels economistes marxistes han contribuït a la comprensió de l'economia mundial. Segons economistes com George Stigler i Robert Solow, l'economia marxista no és rellevant per a l'economia moderna, ja que pràcticament no té cap impacte, representant només una petita minoria d'economistes moderns i és un carreró sense sortida irrellevant.
Molts acadèmics fan una distinció entre l'economia marxista i el marxisme, manifestant que hi ha una separació intel·lectual clara entre els principis econòmics exposats per Marx i el seu suport al socialisme revolucionari i la revolució del proletariat.

## Fonaments
L'economia marxista es fonamenta en la crítica de Karl Marx a l'economia política dels economistes britànics clàssics Adam Smith, Thomas Malthus, i David Ricardo i comprèn diverses teories diferents i inclou múltiples escoles de pensament, que de vegades s'oposen entre si; en molts casos l'anàlisi marxista s'utilitza per complementar, o per complementar, altres enfocaments econòmics. Marx va definir la Llei del valor que sosté que el valor d'una mercaderia és el temps de treball socialment necessari invertit en ella, i els capitalistes no paguen als treballadors el valor total de les mercaderies que produeixen i únicament compensen el treballador per la mà d'obra necessària, que només és una fracció d'una jornada laboral completa, mentre que la resta, el treball excedent, queda en mans del capitalista com a benefici, així la bretxa entre el valor que produeix un treballador i el seu salari és una forma de treball no remunerat, coneguda com a plusvàlua. A més, Marx argumenta que els mercats tendeixen a enfosquir les relacions socials i els processos de producció; va anomenar a aquesta mercaderia fetitxisme. La gent és molt conscient de les mercaderies, i normalment no pensa en les relacions i el treball que representen. L'anàlisi de Marx porta a la consideració de la crisi econòmica a partir de la teoria dels cicles econòmics formalitzada per Richard Goodwin a l'article A Growth Cycle en 1967. Per resoldre la contradicció burgesa entre la propietat dels mitjans de producció i el propi "acte social" de producció, Marx va proposar la socialització dels mitjans de producció, i per eliminar les pertorbacions de l'economia capitalista, Marx va postular una "gestió racional" de l'economia, que substituiria les forces "caòtiques" del mercat impulsades per una "suma de preferències individuals".

## Autors de l'escola marxista
(Ordre cronològic)
- Karl Marx (1818-1883)
- Friedrich Engels (1820-1895)
- Vladimir Lenin (1870-1924)ll
- Rosa Luxemburg (1871-1919)
- Rudolf Hilferding (1877-1941)
- Antonio Gramsci (1891-1937)
- Mao Zedong (1893-1976)
- Kozo Uno (1897-1977)
- Mauricio Zorron (1898-1979)
- Francisco Montano (1898-1983), fundador de l'escola Neo Ricardiana. Arxivat 2009-04-18 a Wayback Machine.
- Maurice Herbert Dobb (1900-1976)
- Oskar R. Lange (1904-1965)
- Paul Mattick (1904-1981)
- Paul Sweezy (1910- 2004)
- Carolina Cadorini (1910-1964)
- Charles Bettelheim (1913-2006)
- Ernest Mandel (1923-1995)
- Michio Morishima (1923-2004)
- André Gunder Frank (1929-2005)
- Immanuel Wallerstein (1930-)
- Mario Tronti (1931-)
- Melina Fichera (1935-)
- Anwar Shaikh (1945-)